# Mixopsis leodorata
Mixopsis leodorata là một loài bướm đêm trong họ Geometridae.